# Объединённая методистская церковь
Объединённая методистская церковь (ОМЦ; англ. United Methodist Church) — американская и всемирная протестантская церковь, берущая начало от евангелизма. Является крупнейшей методистской и прогрессивной церковью в США.
Является одной из мейнстримных церквей в США, принимающих секулярное христианство, теистический эволюционизм, историческую библейскую критику, уравнивания прав женщин и прав ЛГБТ.
Количество членов — 5 714 815 (начало 2022). После решения руководства UMC в мае 2024 года снять мораторий на венчание однополых браков, с ее состава вышло несколько тысяч приходов с более чем 300 тыс. человек, и количество членов церкви составило 5,4 млн. В конце 2024 года количество крещённых членов опустилось к 5 424 175.

## История
Возникла в 1968 году в результате объединения Методистской церкви и Евангельской объединённой церкви братий. Истоки ОМЦ относят к идеям основателей методизма Джона Уэсли (1703—1791) и Джордж Уайтфилд (1714—1770), важную роль в его становлении сыграла также графиня Селина Гастингс (1707—1791).
В 2014 году Объединённая методистская церковь насчитывала более 12,1 млн человек по всему миру, и является крупнейшей деноминацией в рамках более широкого методистского движения, насчитывающего около 80 миллионов человек по всему миру.
В настоящее время самой крупной методистской организацией и ведущей среди церквей, принадлежащих к протестантскому мейнстриму США, является Объединённая методистская церковь США. В 2016 году в ОМЦ в Соединенных Штатах насчитывалось около 7 миллионов методистов.
Церковь является членом Всемирного совета церквей и Всемирного методистского совета.
1 мая 2024 года Главный совет Объединённой методистской церкви 692 голосами против 51-го отменил мораторий на рукоположение ЛГБТК+ людей на должности священнослужителей.

## Верования
Объединённая методистская церковь стремится создать учеников для Христа через проповедь евангелия, поиск святости (освящение), силой Святого Духа. Пламя в церковном логотипе представляет работу Святого Духа в мире, и две части пламени также представляют предшествующие деноминации (Методистскую церковь и Евангельских объединённых братий), объединённые у основания, символизируют слияние 1968 года.
Объединённая методистская церковь понимает себя как часть святой кафоличной (вселенской) церкви и признаёт исторические вселенские символы веры (Апостольский символ веры и Никейский символ веры), которые часто используются в богослужениях. Книга дисциплин к тому же признаёт важность Халкидонского символа веры, принятого на Халкидонском соборе.

### Доктрина
Официально установленные доктринальные стандарты Объединённого методизма:
- Статьи религии (Методистской церкви);
- Исповедь веры (Евангельской объединённой церкви братий);
- Общие правила (Методистских обществ);
- Проповеди (Джона Уэсли);
- Пояснительные примечания на Новый Завет (Джона Уэсли).

Другие доктрины Объединённой методистской церкви находятся в Книге дисциплин.

## Организация
Объединённая методистская церковь в Европе включает в себя две конференции: Северная Европа- Евразия и Центральная Европа-Южная Европа. Конференция Северной Европы и Евразии разделена на две части: Северная Европа (Дания, Норвегия, Финляндия, Швеция и страны Балтии: Латвия, Литва и Эстония) и Евразия (Россия, Украина, Молдова, Казахстан и Кыргызстан).
Во главе конференции в Центральной и Южной Европе стоит епископ Патрик Штрейф. Эта конференция насчитывает около 33,5 тыс. человек, объединённых в общины методистов, в том числе 16 стран: Албания, Алжир, Австрия, Болгария, Венгрия, Республика Македония, Польша , Румыния, Сербия, Словакия, Тунис, Франция, Хорватия, Черногория, Чешская Республика и Швейцария.
С 1869 года под эгидой церкви работает организация «Объединённые женщины в вере», которая занимается социальными проблемами верующих женщин.

## Политики-члены ОМЦ
- Уильям Мак-Кинли — президент США (1897—1901), республиканец.
- Джордж Буш-младший — президент США (2001—2009), республиканец.
- Хиллари Клинтон — государственный секретарь США (2009—2013), кандидат в президенты (2016), демократка.